# Антонио де Небриха
Анто̀нио де Небрѝха (на испански: Antonio de Nebrija) е испански филолог, историк, педагог, граматик и поет.
Той е роден през 1441 година в Лебриха край Севиля. Учи в Саламанкския и Болонския университет, след което преподава в Саламанка и в новосъздадения Университет на Алкала де Енарес. През 1492 година публикува „Граматика на кастилския език“ („Gramática de la lengua castellana“), определяна като първата издадена граматика на романски език.
Антонио де Небриха умира на 5 юли 1522 година в Алкала де Енарес.